# Зайсанская котловина
Зайса́нская котлови́на (каз. Зайсан қазаншұңқыры) — межгорная впадина на востоке Казахстана, между южными предгорьями Алтая, Тарбагатаем и Сауром.
Высота днища изменяется от 370 м (озеро Зайсан) до 900—1000 м у подножия соседних гор. Поверхность котловины сложена кайнозойскими речными и озёрными песками и глинами. В некоторых местах над наклонными равнинами котловины возвышаются останцовые горные массивы. Воды рек, стекающих с гор Южного Алтая и Тарбагатая, разбираются на орошение посевов и не доходят до озера Зайсан, в которое впадает лишь Чёрный Иртыш. В котловине преобладают полупустынные ландшафты, используемые в основном в качестве пастбищ. В дельте Чёрного Иртыша встречаются участки тугайных лесов.